# المردع (جبلة)

تعديل مصدري - تعديل

قبيله النود هي قبيله يسكن في العاصمةاليمنيه صنعاء ومحافظه إب ال يمنيه ومنها في المملكه العربيه السعوديه وترجع اصلها الا قبيله حمير و قحطان   ويسكن بالمردع هي إحدى قرى عزلة المعشار بمديرية جبلة التابعة لمحافظة إب، بلغ تعداد سكانها 713 نسمة حسب تعداد اليمن لعام 2004.